# Jamaica (schip, 1936)
De Jamaica was een Noors motorvrachtschip van 3.015 ton die in 1936 gebouwd werd bij Burmeister & Wain's Maskin & Skibsbyggeri A/S, Kopenhagen, Denemarken. De eigenaar was Anders Jahre, Sandefjord, Noorwegen, waar ze ook haar thuishaven had.

## Geschiedenis
De Jamaica werd voltooid in oktober 1936 als de Giuba voor Gustav B. Bull, Sandefjord, en in 1938 herdoopt als Jamaica voor Anders Jahre, Sandefjord.
Op 29 oktober 1940, voer de Jamaica op een zeemijn aan de Mackenzie-boei in positie 51°22' N en 03°08' W, maar slaagde erin om de volgende dag Avonmouth te bereiken waar ze aldaar werd hersteld.

## Nota's en haar verlies
De Jamaica was met ballast geladen en vertrok op 4 maart 1943 vanuit Liverpool naar New York met 38 bemanningsleden aan boord. Volgens nota's over haar verlies om 12.27 u. op 7 maart 1943 in de oorlog, werd de ongeëscorteerde Noorse Jamaica, met kapitein Arnfinn Bergan als bevelhebber, getorpedeerd door de U-221 van kptlt. Hans-Hartwig Trojer. De Jamaica brak in twee stukken door de torpedoinslagen en zonk binnen de twee minuten. De overlevenden lieten vier reddingsboten zakken, maar twee ervan waren beschadigd en konden niet worden gebruikt. De motorreddingsboot werd aangezogen door het zinkende schip en werd bijna naar onder getrokken, aangezien het achterstuk van het vrachtschip verder wegzonk en iets later kapseisde in positie 48° N en 23°30' W. De reddingsboot werd gelukkig terug rechtgetrokken. Ze bleef overeind en werd later stevig in de hand gehouden door de 13 overlevenden die van het zinkende wrak wegvoeren, terwijl vier andere overlevenden in een jol zaten. Er waren 21 doden en 17 overlevenden.
De bemanning van de U-boot riepen naar de Noorse overlevenden zich over te geven en aan boord te komen, maar botste toevallig een reddingsboot hard aan en wierp de inzittenden overboord. De derde machinist werd opgepikt door de U-boot maar moest naar de andere reddingsboot zwemmen, waarmee die de resterende drenkelingen terug oppikten, die in zee zwommen. De Duitsers lieten hen echter toch aan hun lot over. Een ander bemanningslid werd wel gevangengenomen door de Duitsers, maar op 21 maart sprong hij daadwerkelijk overboord tijdens een oefeningsalarm en verdronk.
Op 9 maart werden de overlevenden in de reddingsboot opgemerkt door een B-17 Flying Fortress, die eerste hulp en voorraden voor hen dropte, maar zij werden niet eerder gered vóór 18 maart, toen zij door HMS Borage (K 120) werden opgepikt. Het schip veranderde van koers om een ander korvet te ontmoeten dat een arts aan boord had en drie van de overlevenden die ernstig gewond waren, werden overgebracht naar de andere korvet, om in Gibraltar zo vlug mogelijk te worden opgenomen in het hospitaal. De korvet begeleidde eerst een konvooi naar Engeland en kwam toen aan in Plymouth om de resterende overlevenden op 26 maart aan land te brengen. De vier mensen in de jol maakten op 29 maart hun landing op Barraigh, een eiland van de zuidelijke Buiten-Hebriden.